# バネッサ (タレント)
バネッサ（Vanessa・1991年4月30日 - ）は、日本の女性タレント・モデル。東京都出身。かつてはプラチナムプロダクション及びAlmost Japaneseに所属していた。

## 人物・来歴
- 『小悪魔ageha』、『ENVY』、『Sabra』、『egg』、『生意気KiLaLa』などでモデルとして活動。
- アニメ・ゲーム・漫画が好きでオタクな一面もある。
- 趣味は、ねんど、フィギュア収集（マクロス・ドラゴンボール・どせいさん）、かくれんぼ。
- 好きなタイプは『ドラゴンボール』のベジータ。
- プラチナムプロダクション退所後は2021年3月から同年9月までYouTuberラテンガールズとしても活動している。
- かつては芸能界にて「第2のローラ[1]」「スペイン人と日本人のハーフ[2]」という触れ込みで活動を続けていた。ただし、自身は複雑な家庭環境で育ったため、親から曖昧な出自を知らされていた[3]とのことで、YouTuber転向後は「純コロンビア人」にルーツを訂正している。

## 出演

### テレビ
- 99プラス（日本テレビ、2009年8月11日）
- ネプ&イモトの世界番付（日本テレビ、2012年2月7日）
- 爆報! THE フライデー（TBS、2012年2月10日）
- さんまのSUPERからくりTV（TBS、2012年2月19日）
- 芸能BANG（日本テレビ、2012年3月5日）
- マルコポロリ（関西テレビ、2012年6月24日）
- ダウンタウンDX（日本テレビ、2012年6月28日）
- ハシゴマン（東京MXテレビ、2012年9月20日）
- 爆笑 大日本アカン警察（フジテレビ、2012年9月16日、30日、11月4日、11日）
- サンデー・ジャポン（TBS、2012年10月28日）
- 今夜くらべてみました（日本テレビ、2012年12月11日）

### 雑誌
- 小悪魔ageha (インフォレスト発行) - 飛鳥バネッサとして登場
- egg (大洋図書発行) - 飛鳥バネッサとして登場
- 週刊プレイボーイ（集英社）インタビュー記事掲載

### DVD
- グラビア宣教師 日本上陸!!